# Running Low
"Running Low" is een lied door de Belgische drum and bass producer Netsky . Het nummer bevat vocalen van de Amerikaanse singer-songwriter Beth Ditto . Het nummer werd geschreven door Ditto, Netsky, Takura Tendayi en Zane Lowe . De single werd uitgebracht op 3 augustus 2014 als een digitale download in het Verenigd Koninkrijk en België (en twee weken later in de VS ). Het werd uitgebracht via Sony Music Entertainment en Epic Records als het belangrijkste labeldebuut van Netsky. 
Het nummer stond bovenaan de Ultratop 50 en werd Netsky's eerste nummer één single. 